# Supercoppa di Grecia 2007
La Supercoppa di Grecia 2007 è stata la 9ª edizione della competizione che si è disputata il 31 ottobre 2007 allo stadio Geōrgios Karaiskakīs di Atene, in Grecia. La sfida è stata disputata tra l'Olympiacos, vincitore del campionato 2006-2007, e il Larissa, detentrice della Coppa di Grecia 2006-2007.
La finale è stata vinta dall' Olympiacos, con il risultato di 1-0, ottenendo il suo terzo successo nella manifestazione.

## Tabellino
| Arbitro: | C. Kapitanis |

|               |           |  |
| Mitroglou 39’ | Marcatori |  |